# Медаль Ламме
Медаль Ламме (англ. IEEE Lamme Medal) — нагорода, яка вручалась Американським інститутом інженерів-електриків (англ. American Institute of Electrical Engineers, AIEE) і пізніше Інститутом інженерів з електротехніки та електроніки (IEEE). Нагороду було засновано у 1928 році, і спочатку вручалась за внесок у розвиток електричного обладнання. Нагороду названо на честь лауреата медалі Едісона Бенджаміна Ламме. Нагорода отримала свою сучасну назву в 1963 році, коли Інститут радіоінженерів було об’єднано з Американським інститутом електротехніків. При цьому змінились підстави для нагородження — з 1965 року її присуджували за важливий внесок в електроенергетику. Відмінена у 2008 році.

## Лауреати нагороди
- 1928 Аллан Бертрам Філд [pt]
- 1929 Рудольф Еміль Гелльмунд[de]
- 1930 William J. Foster
- 1931 Джузеппе Фачіолі[en]
- 1932 Едвард Вестон
- 1933 Льюїс Стіллвелл[en]
- 1934 Генрі Воррен[en]
- 1935 Веннівер Буш
- 1936 Френк Конрад
- 1937 Роберт Догерті[en]
- 1938 Marion A. Savage
- 1939 Norman W. Storer
- 1940 Комфорт Айворі Адамс[en]
- 1941 Forrest E. Ricketts
- 1942 Джозеф Слепян[en]
- 1943 Arthur Henry Kehoe
- 1944 Soren Hanson Mortensen
- 1945 David Chandler Prince
- 1946 John Bayfield MacNeill
- 1947 Alexander MacCutcheon
- 1948 Володимир Зворикін
- 1949 Carthrae Merrette Laffoon
- 1950 Donald Ivan Bohn
- 1951 Arthur Elmer Silver
- 1952 Isaac Fern Kinnard
- 1953 Frank A. Cowan
- 1954 Aldo M. deBellis
- 1955 Clinton Richards Hanna
- 1956 Гарольд Беверідж[en]
- 1957 Гарольд Стівен Блек[en]
- 1958 Philip Langdon Alger
- 1958 Sterling Beckwith
- 1959 Lee Alton Kilgore
- 1960 Джон Трамп
- 1961 Чарлз Конкордія[en]
- 1962 Edwin L. Harder
- 1963 Loyal V. Bewley
- 1964 Schedule revised
- 1965 Уно Ламм[en]
- 1966 René Andre Baudry
- 1967 Воррен Мейсон[en]
- 1968 Натан Кон[en]
- 1969 James D. Cobine
- 1970 Гаррі Олсон[en]
- 1971 Winthrop M. Leeds
- 1972 Yu Hsiu Ku[en]
- 1972 Роберт Парк[en]
- 1973 Чарлз Старк Дрейпер
- 1974 Seymour B. Cohn
- 1975 Harold B. Law
- 1976 Кумар Патель[en]
- 1977 Бернард Олівер[en]
- 1978 Harry Winston Mergler
- 1979 James M. Lafferty
- 1980 Eugene Carl Starr
- 1981 George B. Litchford
- 1982 Марвін Ходоров[en]
- 1983 Marion E. Hines
- 1984 Вільям Мак-Мюррей[en]
- 1985 Loren Frank Stringer
- 1986 Ingolf Birger Johnson
- 1987 ?
- 1988 Leon K. Kirchmayer
- 1989 Eugene C. Sakshaug
- 1990 Thomas W. Dakin
- 1991 Shotaro Tominaga
- 1992 Dietrich R. Lambrecht
- 1993 Masayuki Ieda
- 1994 Michel Poloujadoff
- 1995 Narain G. Hingorani
- 1996 Бімал Кумар Босе[en]
- 1997 Andre J. Calvaer
- 1998 Герберт Вудсон[en]
- 1999 Джаянт Баліга[en]
- 2000 Joachim Holtz
- 2001 не присуджувалась
- 2002 Sakae Yamamura
- 2003 не присуджувалась
- 2004 не присуджувалась
- 2005 не присуджувалась
- 2006 не присуджувалась
- 2007 не присуджувалась
- 2008 не присуджувалась